# Xã Steenerson, Quận Beltrami, Minnesota
Xã Steenerson (tiếng Anh: Steenerson Township) là một xã thuộc quận Beltrami, tiểu bang Minnesota, Hoa Kỳ. Năm 2010, dân số của xã này là 23 người.